# سبحان قلی قطب‌شاه
سبحان قلی قطب‌شاه ‎(۱۵۴۳–۱۵۵۰) سومین فرمانروای سلسله قطب‌شاهیان بود. او در سن ۷ سالگی پس از مرگ پدرش جمشید قلی قطب‌شاه در سال ۱۵۵۰ سلطان گلکنده شد. سیف خان که با نام عین‌الملک نیز شناخته می‌شود برای انجام وظایف نایب السلطنه در دوران رشد سبحان از احمدنگر فرستاده شد. اما برادر کوچکتر جمشید قلی قطب‌شاه؛ ابراهیم قلی قطب‌شاه عموی او از ویجایاناگارا به گلکنده بازگشت و بر تخت سلطنت نشست. سبحان برکنار شد و در همان سال بر اثر بیماری درگذشت یا به قتل رسید.